# Thrixspermum rostratum
Thrixspermum rostratum är en orkidéart som beskrevs av Oakes Ames. Thrixspermum rostratum ingår i släktet Thrixspermum och familjen orkidéer.
Artens utbredningsområde är Filippinerna. Inga underarter finns listade i Catalogue of Life.